# Ahmet Çakı
Ahmet Çakı, (nacido el 22 de junio de 1975 en Mersin, Turquía) es un  exjugador de baloncesto y entrenador turco. Actualmente es entrenador del Tofaş Spor Kulübü y exentrenador asistente Selección de baloncesto de Turquía.

## Carrera deportiva
Çakı es un entrenador con gran experiencia en el baloncesto Europeo, sería asistente de la Selección de baloncesto de Turquía y entrenador jefe de Darüşşafaka, Erdemirspor y Tofaş.
Desde 2014 al 2016, trabajó en el Anadolu Efes, la primera temporada como asistente de Dusan Ivkovic y a mitad de la segunda temporada, sustituyó al entrenador serbio a finales de abril de 2016, para finalizar la liga regular con una marca de 24-6.
El 20 de junio de 2016, se convierte en entrenador del ALBA Berlín.
El 26 de noviembre de 2021, firma por el Tofaş Spor Kulübü de la Basketbol Süper Ligi.

## Trayectoria como entrenador
- 1995 Mersin Türkmenspor
- 1997–2004 Darüşşafaka (asistente)
- 2004–2006 Darüşşafaka
- 2007–2008 Mersin Büyükşehir Belediyesi
- 2008–2009 Selección de baloncesto de Turquía (asistente)
- 2008 Air Avellino (asistente)
- 2008–2012 Erdemirspor
- 2012–2014 Tofaş
- 2014–2016 Anadolu Efes (asistente)
- 2016 Anadolu Efes
- 2016–2017 ALBA Berlin
- 2018 Darüşşafaka S.K.
- 2021–presente Tofaş Spor Kulübü